# Sistema educativo de España
El sistema educativo de España se compone de cinco niveles de educación:
- La educación primaria (entre los 6 y los 12 años) tiene carácter obligatorio. Es sufragada completamente mediante impuestos en instituciones públicas y parcialmente en las concertadas, incluidos los libros en algunas comunidades autónomas.
- La educación secundaria (separada en una parte obligatoria y otra posobligatoria). La Educación Secundaria Obligatoria (ESO) consta de cuatro cursos, entre los 12 y los 16 años. Igualmente, es sufragada mediante impuestos en instituciones públicas y concertadas. La educación secundaria posobligatoria alude a cuatro enseñanzas independientes entre ellas y que exigen para ser cursadas la posesión del título de la ESO: el bachillerato (dos cursos), la formación profesional de Grado Medio, las enseñanzas profesionales de artes plásticas y diseño de Grado Medio, y las enseñanzas deportivas de Grado Medio.
- La educación superior (con distintos criterios para acceder, dependiendo de la enseñanza elegida) comprende, de forma independiente entre ellas, la enseñanza universitaria, las enseñanzas artísticas superiores, la formación profesional de Grado Superior, las enseñanzas profesionales de artes plásticas y diseño de Grado Superior, y las enseñanzas deportivas de Grado Superior.
- Las Enseñanzas de régimen especial son la de idiomas, las artísticas y las deportivas.[1]

La educación y la enseñanza son derechos constitucionales de todos los españoles. La Constitución española reconoce además el derecho de los padres para elegir libremente la educación de sus hijos y el derecho a que estos reciban una educación moral y religiosa de acuerdo a las creencias y convicciones de sus padres. Establece la gratuidad de la educación básica, así como su obligatoriedad, aunque en la práctica la educación preuniversitaria (bachillerato) tampoco tiene coste para el alumno. Actualmente, la educación básica comprende la educación primaria y la educación secundaria obligatoria.
En la actualidad, el segundo ciclo de infantil se imparte en centros propios o compartidos con primaria (CEIPs o centros de educación infantil y primaria). Son dependientes del MEC o las consejerías de educación de cada comunidad autónoma. 

## Educación infantil
En esta etapa encontramos una serie de objetivos destinados a desarrollar en los niños habilidades tales como observar y explorar su entorno familiar, natural y social; desarrollar sus capacidades afectivas o relacionarse con los demás y adquirir progresivamente pautas elementales de convivencia y relación social, así como ejercitarse en la resolución pacífica de conflictos. En las diferentes disposiciones legales referidas a la educación infantil, se establece como finalidad la de contribuir al desarrollo físico, afectivo, social e intelectual de los niños.
- Estructura: dos ciclos educativos de tres cursos académicos cada uno, que se denominan:
  - Primer ciclo (0–3 años). Suele ser en guarderías o escuelas infantiles, muchas de ellas gestionadas por ayuntamientos, consorcios o de forma privada. Al no ser obligatoria y al no ofertarse en la red pública de centros suele ser una etapa no gratuita.
  - Segundo ciclo (3–6 años). La mayoría de los centros públicos, privados y concertados ofertan este ciclo, siendo de carácter gratuito y no obligatorio.

## Educación primaria
La educación básica en España es obligatoria y gratuita para todas las personas. Hay que señalar que no lo son los materiales educativos y libros. Se desarrolla a lo largo de 10 cursos académicos que, en principio, se corresponden con la etapa de los 6 a los 16 años. Esos cursos se distribuyen en dos tramos: la educación primaria y la Educación Secundaria Obligatoria (ESO).
La educación primaria comprende tres ciclos de dos años académicos cada uno, desde los seis a los once años de edad, por lo que consta de seis cursos académicos. La finalidad de esta etapa educativa será proporcionar a todos los niños una educación común que haga posible la adquisición de los elementos básicos culturales, el aprendizaje de la expresión oral, la lectura, la escritura y el cálculo aritmético, así como una progresiva autonomía de actuación en su medio.
- Estructura (tres ciclos educativos; se detalla la edad que cumple el alumno antes del final del año académico en que se inicia el curso académico):
  - Primer ciclo
    - 1.º Primaria (6-7 años)
    - 2.º Primaria (7-8 años)

  - Segundo ciclo
    - 3.º Primaria (8-9 años)
    - 4.º Primaria (9-10 años)

  - Tercer ciclo
    - 5.º Primaria (10-11 años)
    - 6.º Primaria (11-12 años)

- Contenidos (se organizarán en áreas obligatorias, de carácter global e integrador):
  - Ciencias Sociales
  - Ciencias Naturales
  - Educación Artística.
  - Educación Física.
  - Lengua Castellana y Literatura y, si la hubiese, lengua oficial propia de la correspondiente comunidad autónoma.
  - Lenguas extranjeras.
  - Matemáticas.

- Metodología: La metodología didáctica se orientará al desarrollo general del alumno, integrando sus distintas experiencias y aprendizajes. La enseñanza tendrá un carácter personal y se adaptará a los distintos ritmos de aprendizaje de cada niño.

Correspondencia con la anterior Ley de Educación de 1970:
- 1.º a 6.º de Educación General Básica (E.G.B.)

## Educación secundaria

### Educación Secundaria Obligatoria(ESO)
Estructura: cuatro cursos (la LOMLOE elimina los antiguos ciclos).
- 1° de ESO.
- 2° de ESO.
- 3° de ESO.
- 4° de ESO.

Al acabar la ESO el alumno (si aprueba) tiene diferentes opciones:
1. Cursar los ciclos formativos de Grado Medio.
2. Acceder al Bachillerato.
3. Incorporarse al mundo del trabajo (ha cumplido la edad mínima para acceder).

Si no ha obtenido el título de ESO, puede incorporarse a un programa de cualificación profesional.
Correspondencia con la anterior Ley de Educación de 1970:
- 7.º y 8.º de Enseñanza General Básica (E.G.B.)
- 1.º y 2.º de Bachillerato Unificado Polivalente (B.U.P.)

### Bachillerato
- Estructura: consta de un ciclo de dos cursos académicos (16-18 años)
  - 1.º Bachillerato
  - 2.º Bachillerato

- La estructura del bachillerato se divide en modalidades:
  - Antiguo sistema de modalidades:
    - Artes (dos vías)
    - Ciencias de la naturaleza y la salud
    - Humanidades y Ciencias sociales
    - Ciencias y Tecnología

  - Nuevo sistema (introducido el curso 2008/2009) * BOE. «Real Decreto 1467/2007, de 2 de noviembre».)
    - Artes (artes plásticas imagen y diseño; o artes escénicas, música y danza)
    - Ciencias y Tecnología
    - Humanidades y Ciencias Sociales

Correspondencia con la anterior Ley de Educación de 1970:
- 3.º Bachillerato Unificado Polivalente (B.U.P.)
- Curso de Orientación Universitaria (C.O.U.)

### Formación profesional(FP) de Grado Medio
- Acceso: tener el título de Graduado en ESO o equivalente, o bien superar la prueba de acceso.

- Estructura: comprende un conjunto de ciclos formativos que se organizan en módulos profesionales.

Los ciclos formativos están organizados en diferentes familias profesionales.
Al acabar se puede acceder al bachillerato convalidando además determinadas materias, incorporarse al mercado laboral o continuar cursando un Grado Superior.
Desde el curso 2024/205, con los cambios introducidos por la LOMLOE, los ciclos formativos pueden estudiarse de forma flexible y acumulable, por medio de Grados de distinto tipo:
- Grado tipo A: Acreditación parcial de competencia
- Grado tipo B: Certificado de competencia
- Grado tipo C: Certificado profesional
- Grado tipo D: Ciclo formativo
- Grado tipo E: Curso de Especialización

## Educación superior

### Universidad
El Real Decreto 1393/2007, de 29 de octubre, establece la ordenación de las enseñanzas universitarias oficiales concretando la estructura de acuerdo con las líneas generales emanadas del Espacio Europeo de Educación Superior (EEES). Según esta estructura se divide la enseñanza universitaria en grados, másteres y programas de doctorado.
Los grados y los másteres toman como medida de la carga lectiva el crédito.

#### Hasta 2010
Los estudios universitarios se estructuraban en ciclos, y tomaban como medida de la carga lectiva el crédito.
- Estructura y acceso:
  - Estudios de primer ciclo: Acceso con la preinscripción. Estudios terminales a cuya finalización se obtenían los títulos de Diplomado, Maestro, Arquitecto Técnico o Ingeniero Técnico. Permitían el acceso a estudios de segundo ciclo. Son títulos equivalentes al actual título de Grado.[7]
  - Estudios de primer y segundo ciclo: Acceso con la preinscripción universitaria. Su superación daba derecho a la obtención de los títulos de Licenciado, Arquitecto o Ingeniero. La superación del primer ciclo de cualquiera de estos estudios no comporta la obtención de ninguna titulación oficial, pero puede ser válida para la incorporación a otros estudios de segundo ciclo. Estos títulos son equivalentes al actual título de máster.
  - Estudios de segundo ciclo: Acceso por la vía de un primer ciclo universitario, o bien estando en posesión del título de diplomado, arquitecto técnico, ingeniero técnico o maestro, siempre que estos estudios se ajustasen a la normativa de acceso para cada uno de los según ciclos. Su superación daba igualmente derecho a la obtención de los títulos de licenciado, arquitecto o ingeniero, títulos equivalentes al actual título de máster.
  - Estudios de tercer ciclo: Eran los denominados programas de doctorado. El acceso venía regulado por la misma universidad, por la vía de la Comisión de doctorado. Hacía falta estar en posesión del título de licenciado, arquitecto o ingeniero.
  - Títulos propios: Eran estudios no reglados conducentes a una titulación no oficial, reconocida solo por la universidad que los impartía. Estos estudios tenían la misma estructura que los estudios reglados: por lo tanto, había títulos propios de primer ciclo, de primero y segundo ciclo y de segundo ciclo. Las universidades regulaban el acceso a los títulos propios y fijaban los precios académicos. También podían ofrecer títulos de postgrado no oficiales.

#### A partir de 2010
Tras la incorporación al Espacio Europeo de Educación Superior, los títulos universitarios oficiales se reducen a:
- Grado: Estudio universitario de cuatro años.
- Máster: Estudio de entre uno y dos años de duración, para cuya matriculación es necesario tener previamente un título de Grado o equivalente (diplomado, ingeniero técnico o arquitecto técnico).
- Doctorado: Estudio para cuya matriculación es necesario tener previamente el título de máster o equivalente (licenciado, ingeniero o arquitecto).

### Educación superior no universitaria

#### Enseñanzas artísticas superiores
Estos estudios comprenden las áreas de:
- Artes plásticas.
- Conservación y restauración de bienes culturales.
- Cerámica.
- Danza.
- Diseño.
- Música
- Teatro.
- Vidrio.

La duración de los estudios es variable y cuando se superan, conducen al título de Grado en el área correspondiente.

#### Formación profesional(FP) de Grado Superior
La formación profesional se estructura con base en contenidos teóricos y prácticos, adecuados a los diversos campos profesionales.
- Acceso: tener el título de Bachiller, título de Técnico de Grado Medio o superando una prueba de acceso. Estos ciclos formativos de Grado Superior conducen al título de Técnico Superior en la especialidad correspondiente.
- Al acabar se puede incorporar al mercado laboral, cursar un curso de especialización (máster de FP) o continuar cursando estudios universitarios de grado.

#### Otros estudios superiores
En España son igualmente estudios superiores los que se obtienen en las siguientes áreas:
- Grado Superior de artes plásticas y diseño: que conduce a la titulación de técnico superior en Artes Plásticas y Diseño en la especialidad correspondiente.
- Técnico deportivo de Grado Superior: que conduce a la titulación del mismo nombre.
- La enseñanza oficial de idiomas en las Escuelas Oficiales de Idiomas (EOI).
- También se consideran estudios superiores la superación de la última etapa de las enseñanzas de idiomas (nivel avanzado).
- Equivalentes a la antigua diplomatura universitaria, permiten el acceso directo a la universidad sin realizar ni selectividad ni ninguna prueba de acceso siempre que la nota no lo requiera.

### Enseñanzas de régimen especial
Las enseñanzas que comprenden este apartado no están integrados en los niveles, las etapas o los ciclos que constituyen el régimen general. Tienen su estructura y su nivel propios, y pueden ir desde las enseñanzas elementales hasta estudios equivalentes a diplomatura o licenciatura.
Son Enseñanzas de régimen especial:
1. Artes plásticas.
2. Conservación y restauración de bienes culturales.
3. Diseño.
4. Danza.
5. Idiomas.
6. Música.
7. Teatro.
8. Carrera militar.
9. Enseñanzas deportivas.

## Elementos transversales
Además del contenido específico de las distintas asignaturas que componen el curricular, el sistema educativo español establece una serie de elementos transversales que se deben impartir en todas las asignaturas.
En la educación primaria, se trata de la comprensión lectora, la expresión oral y expresión escrita, las tecnologías de la información y la comunicación, el emprendimiento y la educación cívica y constitucional.